# RGD-5手榴彈

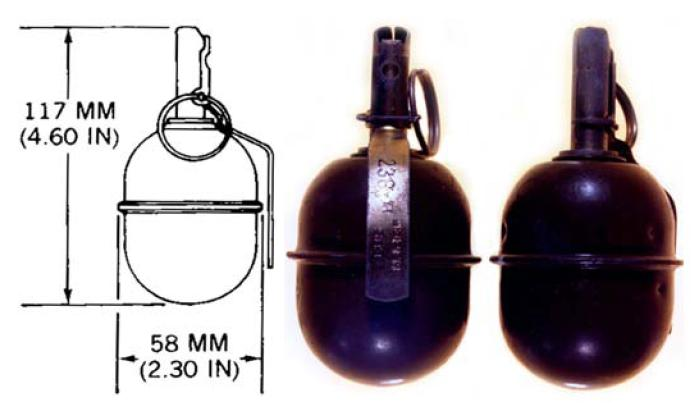
RGD-5

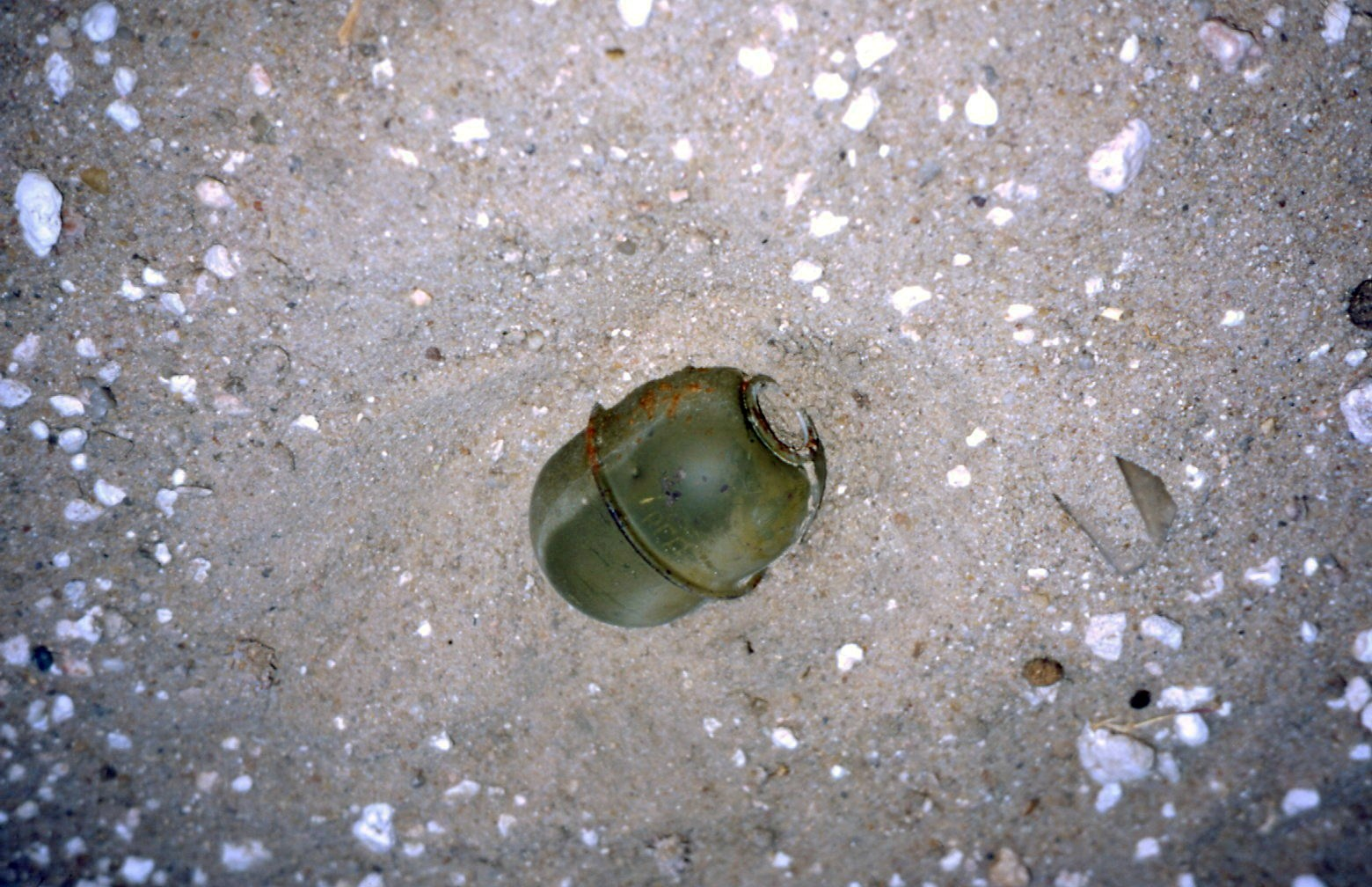
在科威特未引爆的RGD-5手榴彈

RGD-5（俄語：Ручная Граната, Дистанционная-5，缩写为РГД-5,拉丁化：RGD-5，中文：遠程手榴彈5型 ）是蘇聯在二戰後研製的一種高爆破片（HE-Frag）、杀伤人员（AP）、防御型手榴弹，设计于 20 世纪 50 年代初，並在1954年起列裝蘇聯軍隊。至今，RGD-5仍然在許多前蘇聯繼承國和阿拉伯國家中服役。

## 設計
從外觀上看，RGD-5手榴彈類似於法國OF手榴彈、波蘭Z-23進攻手榴彈和德國M-39手榴彈。
RGD-5內裝110克三硝基甲苯（TNT）炸藥，連UZRGM引信共重310克，比戰時生產的F1手榴彈更輕。（同為蘇聯設計的RG-41、RG-42及后期生产型F1手榴彈亦有採用引信，這種引信的引爆時間為3.2至4秒。）

## 採用
目前，俄羅斯仍然庫存有大量RGD-5，一些國家例如：中華人民共和國、保加利亞及格魯吉亞等亦有生產其仿製品。主要原因是RGD-5的生產成本低（每個RGD-5的單價只需5美元）、便於生產和殺傷力較大且可控（有預製破片結構，在一定半徑內威力可觀，而又不會造成過大的危險半徑）等。
另外，RGD-5亦有一種專為訓練而設計的改型，該改型稱為URG-N。與RGD-5不同，URG-N是可以重用的，而其彈體上通常都會印有黑白兩色的標記。

## 使用國
- 阿布哈茲
- 阿尔巴尼亚
- 亞美尼亞
- 白俄羅斯
- 保加利亚，1970年代，保加利亞設計師在RGD-5手榴彈上安裝了新型DVM-78引信，該防禦手榴彈獲得了代號RGO-78（RGO-78），重量為450克。爆炸重量 - 85 克。
- 柬埔寨
- 中华人民共和国：54-1式手榴弹及其改进型59式，为该型手榴弹的中国仿制型号
- 古巴
- 捷克斯洛伐克
- 东德
- 顿涅茨克人民共和国
- 埃及
- 爱沙尼亚
- 印度尼西亞
- 伊朗
- 伊拉克
- 拉脫維亞
- 立陶宛
- 卢甘斯克人民共和国
- 摩尔多瓦
- 蒙古国
- 北馬其頓
- 俄羅斯
- 塞爾維亞
- 苏联
- 叙利亚
- 乌克兰
- 越南
- 南斯拉夫社會主義聯邦共和國

## 登場作品

### 電影
- 2005年—《軍火之王》：為尤里·奧洛夫（尼古拉斯·凱奇飾演）所銷售的軍火之一，其中一枚被其受良心責備的弟弟，維塔利·奧洛夫（傑瑞德·萊托飾演）用以炸毁售予非洲軍閥的一半軍火。在要引爆第二枚之前被尤里阻止，尤里並把已拔除保險針的手榴彈還原及交還軍閥的首領。
- 2005年—：由蘇軍士兵所使用。
- 2016年—：至少一枚由主角亨利所使用（其餘為F-1手榴彈）。

### 電子遊戲
- 2004年—《特種部隊Online》：金幣手榴彈，又稱為“速爆”，奇怪的爆炸速度較快。
- 2007年—
- 2015年—《戰術小隊》：由俄羅斯陸軍和民兵所使用。
- 2016年—《逃離塔科夫》
- 2019年—《決勝時刻：現代戰爭》：在部份俄羅斯特種部隊角色的人物模型出現，玩家無法使用。
- 2024年—《浩劫殺陣2：車諾比之心》

### 動畫
- 2022年—《SPY×FAMILY間諜家家酒》：由犯罪份子所持有，其中一枚由洛伊德·佛傑所繳獲使用。

## 參看
- F1手榴彈
- M67手榴彈
- RG-42手榴彈